# Philadelphia 76ers 2009-2010
La stagione 2009-10 dei Philadelphia 76ers fu la 61ª nella NBA per la franchigia.
I Philadelphia 76ers arrivarono quarti nella Atlantic Division della Eastern Conference con un record di 27-55, non qualificandosi per i play-off.

## Roster
| N° | Naz.                   | Ruolo | Sportivo          | Anno | Alt. | Peso |
| -- | ---------------------- | ----- | ----------------- | ---- | ---- | ---- |
| 1  | Canada (bandiera)      | C     | Samuel Dalembert  | 1981 | 211  | 113  |
| 3  | Stati Uniti (bandiera) | G     | Allen Iverson     | 1975 | 183  | 75   |
| 7  | Slovenia (bandiera)    | C     | Primož Brezec     | 1979 | 218  | 114  |
| 8  | Paesi Bassi (bandiera) | C     | Francisco Elson   | 1976 | 213  | 107  |
| 9  | Stati Uniti (bandiera) | GA    | Andre Iguodala    | 1984 | 198  | 94   |
| 11 | Stati Uniti (bandiera) | G     | Jrue Holiday      | 1990 | 191  | 82   |
| 12 | Stati Uniti (bandiera) | G     | Royal Ivey        | 1981 | 191  | 91   |
| 14 | Stati Uniti (bandiera) | A     | Jason Smith       | 1986 | 213  | 109  |
| 16 | Stati Uniti (bandiera) | A     | Marreese Speights | 1987 | 208  | 111  |
| 20 | Stati Uniti (bandiera) | G     | Jodie Meeks       | 1987 | 193  | 94   |
| 21 | Stati Uniti (bandiera) | A     | Thaddeus Young    | 1988 | 203  | 100  |
| 23 | Stati Uniti (bandiera) | G     | Lou Williams      | 1986 | 188  | 79   |
| 25 | Stati Uniti (bandiera) | A     | Rodney Carney     | 1984 | 201  | 93   |
| 33 | Stati Uniti (bandiera) | G     | Willie Green      | 1981 | 193  | 91   |
| 42 | Stati Uniti (bandiera) | A     | Elton Brand       | 1979 | 203  | 125  |
| 72 | Stati Uniti (bandiera) | A     | Jason Kapono      | 1981 | 203  | 97   |

## Staff tecnico
- Allenatore: Eddie Jordan
- Vice-allenatori: Mike O'Koren, Randy Ayers, Jim Lynam, Aaron McKie
- Preparatore atletico: Kevin N. Johnson
- Assistente preparatore: Scott Faust